# Двострука тачка
Двострука тачка криве је најпростији тип сингуларне тачке криве {\displaystyle F(x,y)=0\,}, која се карактерише (у тој тачки) важењем једнакости {\displaystyle {\frac {\partial F}{\partial x}}={\frac {\partial F}{\partial y}}=0} (критеријум за сингуларну тачку у опште) и да је уз то барем један од парцијалних извода другог реда  {\displaystyle {\frac {\partial ^{2}F}{\partial x^{2}}},\;{\frac {\partial ^{2}F}{\partial x^{2}}}} различит од нуле. Двострука тачка криве може бити чвор или тачка самопресека (фигура.1), изолована тачка (фиг.2.), или повратна тачка (фиг.3.).